# Schach-Europameisterschaft der Frauen 2025

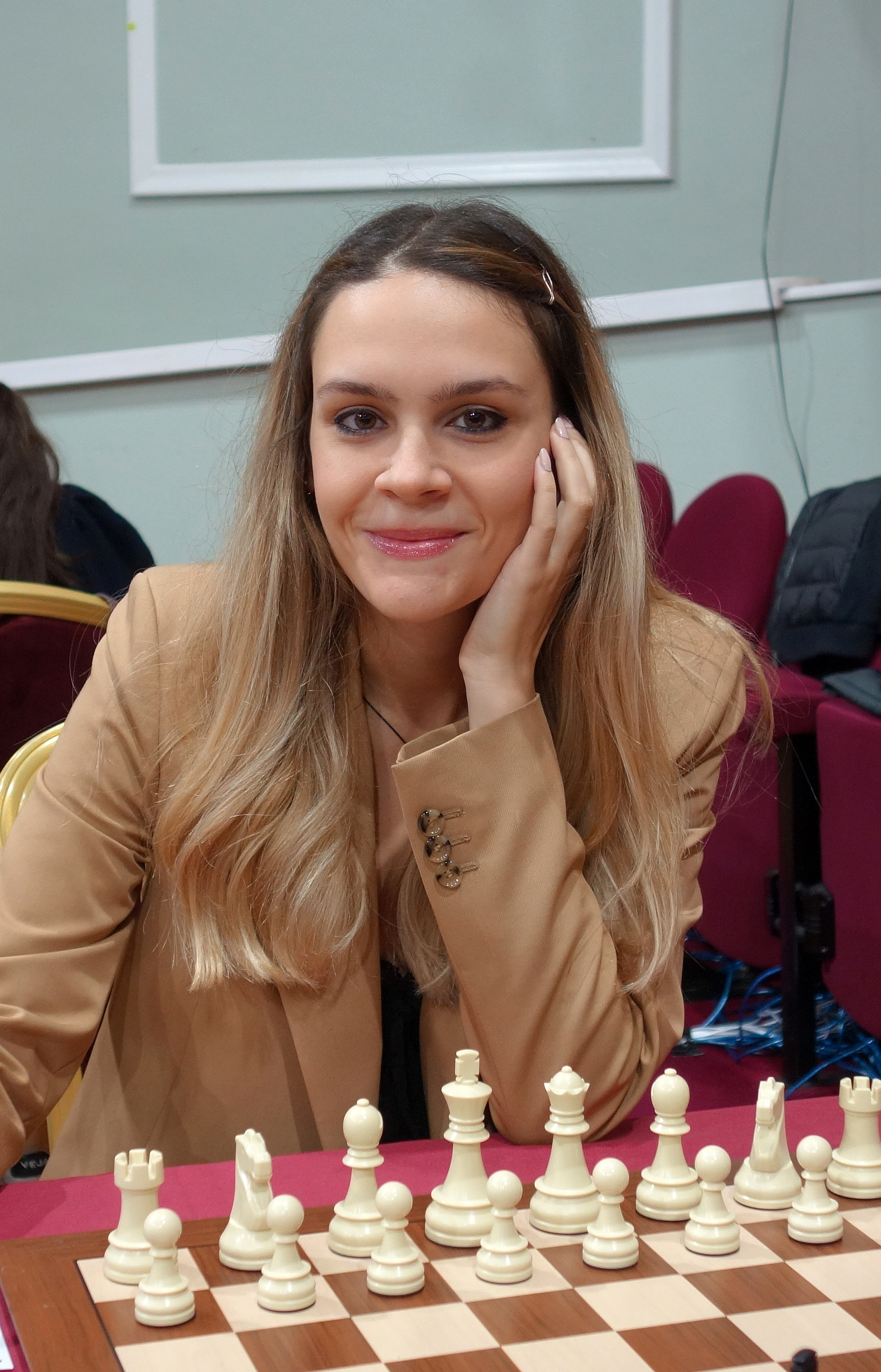
Teodora Injac, Europameisterin 2025

Die Schach-Europameisterschaft der Frauen 2025 (offiziell European Women’s Chess Championship 2025) war die 25. Austragung einer Schach-Europameisterschaft der Frauen und fand vom 31. März bis zum 11. April 2025 im griechischen Rhodos statt. Das Turnier nach Schweizer System wurde von der European Chess Union veranstaltet. Siegerin wurde die Serbin Teodora Injac.

## Organisation

### Modus
Gespielt wurde nach Schweizer System über eine Dauer von elf Runden. Als Bedenkzeit hatten die Spielerinnen jeweils eine Startzeit von 90 Minuten, die nach dem 40. Zug um weitere 30 Minuten erweitert wurde. Zudem gab es ein Zeitinkrement von 30 Sekunden bereits ab dem ersten Zug. Bei Punktgleichheit zählten zuerst die direkten Duelle, danach wurde mittels Buchholz-Wertung (in der ersten Anwendung abzüglich der schlechtestgewerteten Gegnerin) unterschieden. Bei weiter bestehendem Gleichstand zählte erst die Zahl der Partien mit Schwarz, zuletzt die Zahl der gewonnenen Partien.
Die Teilnahme stand grundsätzlich allen Mitgliedern der europäischen nationalen Verbänden frei.

### Preisgeld
Insgesamt wurden 60.000 Euro an Preisgeldern ausgeschüttet. Aus dem Teilnehmerfeld erhielten die 20 bestplatzierten Spielerinnen eine Prämie von mindestens 1000 €; die Siegerin erhielt 10.000 €. Daneben gab es Spezialpreise für die zwei besten griechischen Spielerinnen von 1000 € und 500 €.

## Ergebnis
Insgesamt nahmen 136 Spielerinnen teil. Mit 16 Teilnehmerinnen stellte Griechenland als Gastgeber die größte Gruppe, danach kamen die meisten Teilnehmer aus den Schachverbänden Polens (13) und Georgiens (10). Aus Deutschland nahmen vier Spielerinnen teil.
Siegerin des Turniers wurde nach Abschluss der elf Spielrunden die Serbin Teodora Injac. Nach einer Niederlage in der ersten Partie gewann sie neunmal in Folge und spielte in der letzten Runde gegen Alexandra Malzewskaja Remis. Damit gewann sie mit deutlichem Vorsprung vor Irina Bulmaga und Mai Narva, die sie in ihren direkten Duellen besiegen konnte. Beste deutsche Teilnehmerin wurde Jana Schneider mit 6,5 Punkten auf dem 35. Rang. 
Über die Europameisterschaft qualifizierten sich 11 Spielerinnen für den Schach-Weltpokal der Frauen 2025.
| Platz | Teilnehmerin           | Elo-Zahl | Punkte | BC1  | BUC  |
| ----- | ---------------------- | -------- | ------ | ---- | ---- |
| 01.   | Teodora Injac          | 2454     | 9,5    | 70,5 | 74,5 |
| 02.   | Irina Bulmaga          | 2362     | 8,0    | 71,5 | 76,0 |
| 03.   | Mai Narva              | 2380     | 8,0    | 69,5 | 74,5 |
| 04.   | Alexandra Malzewskaja  | 2376     | 8,0    | 68,0 | 72,5 |
| 05.   | Stavroula Tsolakidou   | 2445     | 7,5    | 68,5 | 72,0 |
| 06.   | Lela Dschawachischwili | 2429     | 7,5    | 67,5 | 72,5 |
| 07.   | Nino Baziaschwili      | 2473     | 7,5    | 67,0 | 72,0 |
| 08.   | Anna Uschenina         | 2428     | 7,5    | 66,0 | 71,0 |
| 09.   | Deimantė Cornette      | 2389     | 7,5    | 66,0 | 71,0 |
| 10.   | Gülnar Məmmədova       | 2342     | 7,5    | 65,5 | 70,5 |